# Basilica di San Paolo Maggiore
La basilica di San Paolo Maggiore è una basilica monumentale di Napoli situata in piazza San Gaetano, nel centro antico della città.
La basilica fu costruita sui resti del tempio dei Dioscuri di cui restano due colonne di ordine corinzio con i relativi architravi che caratterizzano la facciata principale.

## Storia

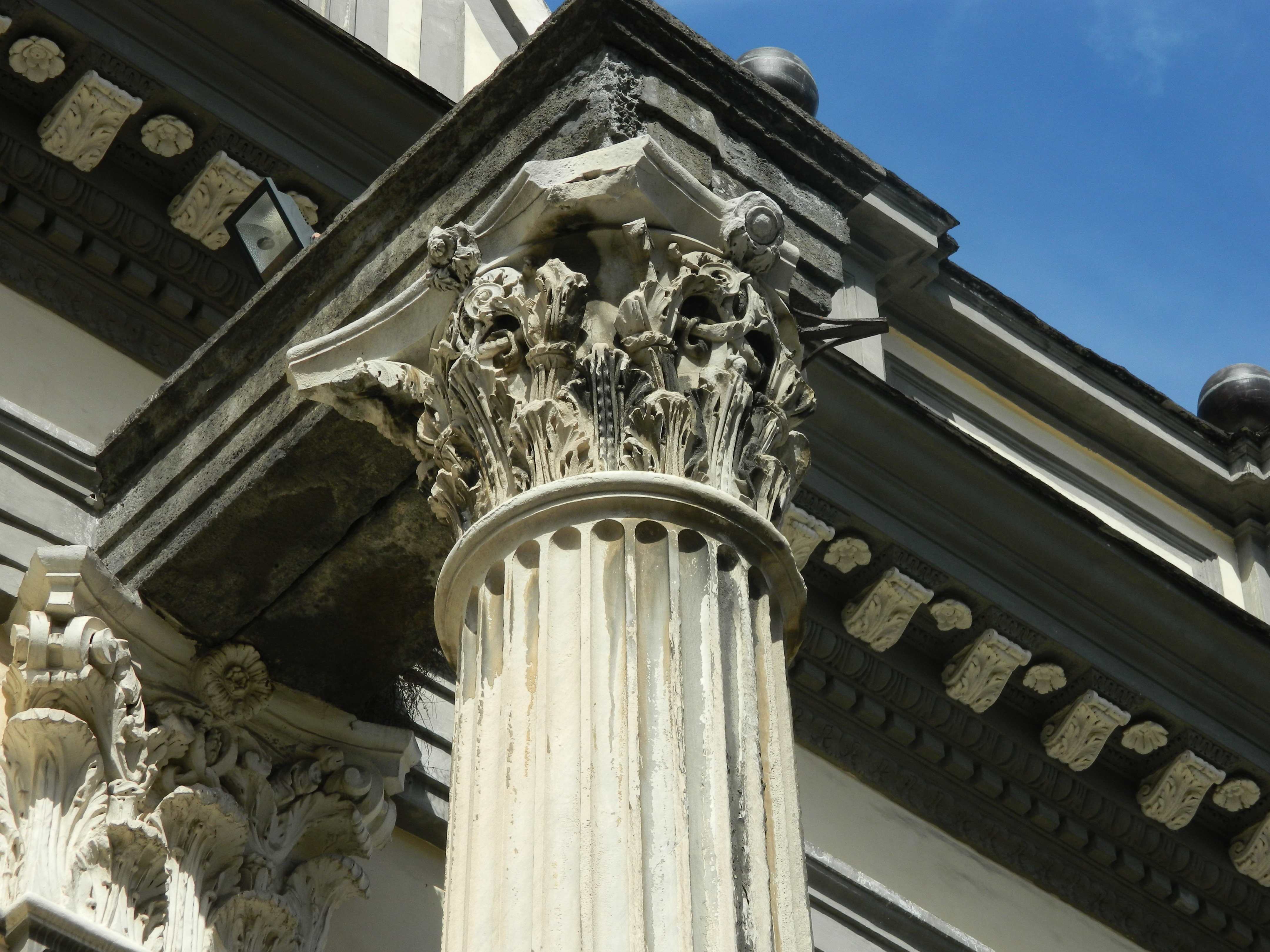
Particolare di una colonna corinzia dell'antico tempio dei Dioscuri

Il tempio dei Dioscuri di Napoli (I secolo d.C.) è l'area sulla quale insiste la chiesa. Il suo fronte, con sei colonne e timpano triangolare completo di sculture, rimase in piedi sino al 1688, quando crollò a causa di un terremoto.
La prima chiesa dedicata a san Paolo in quell'area venne eretta tra l'VIII e il IX secolo per celebrare la vittoria riportata dai napoletani sui Saraceni, alle spalle del pronao del tempio pagano.
Nel 1538 il viceré Pedro de Toledo diede in concessione la basilica a Gaetano Thiene, il quale vi si insediò con i chierici regolari teatini. Questi tuttavia solo molti anni dopo, nei primi anni ottanta del Cinquecento, dunque dopo la morte di Thiene, avviarono una vasta campagna di ricostruzione affidata al progettista Francesco Grimaldi. La prima parte ad essere edificata fu il grande transetto con la profonda abside poligonale, successivamente, dopo una breve interruzione, i lavori furono continuati da parte Giovan Battista Cavagna, responsabile della costruzione della navata centrale e, a partire dal 1625, da Giovan Giacomo di Conforto, che si occupò di costruire le navate laterali. I lavori di restauro terminarono definitivamente nel 1630.

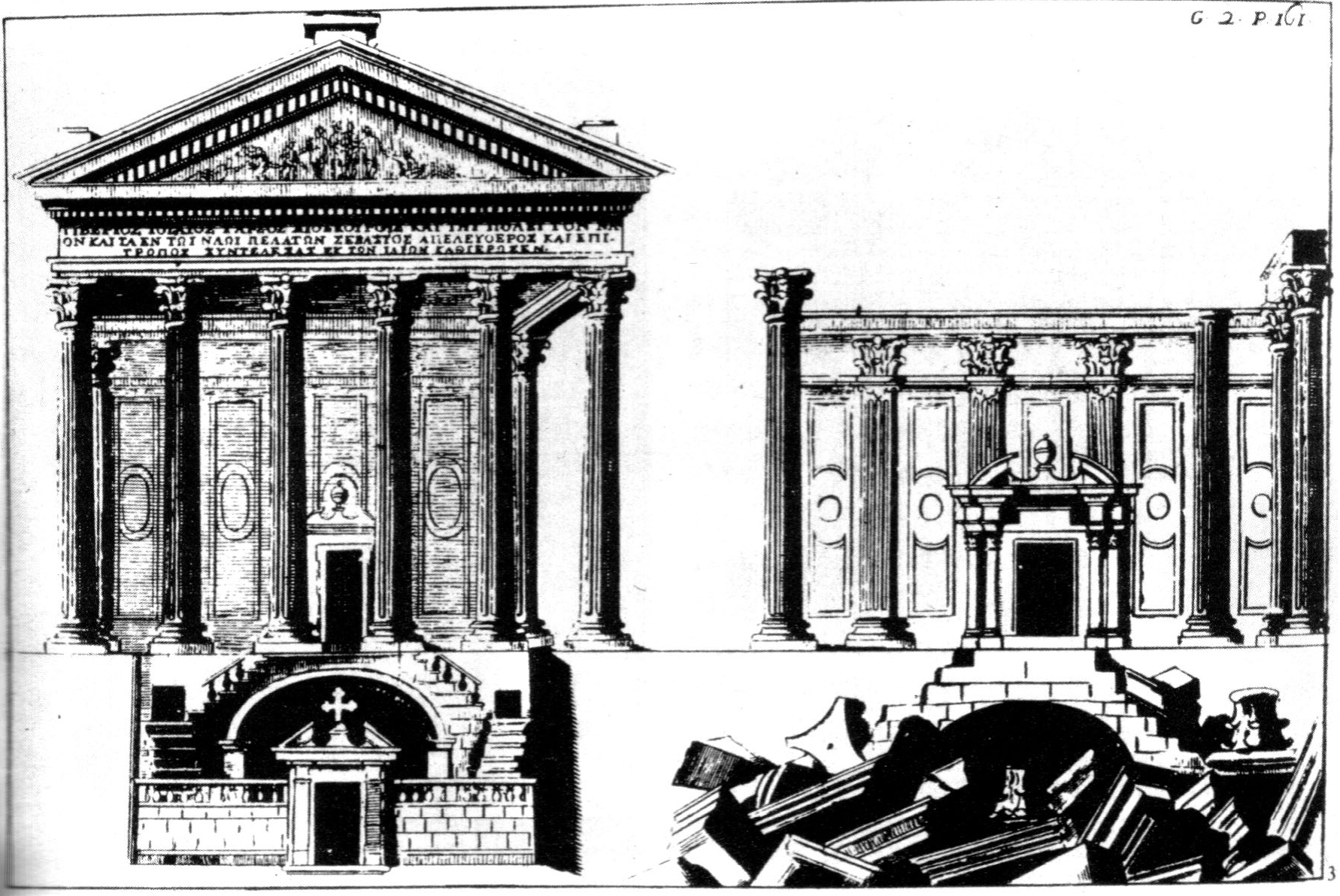
La facciata prima del crollo del 1688

Intorno alla prima metà del Cinquecento, nella chiesa fu presente Andrea Avellino il quale entrò in San Paolo come postulante. Nel 1567, padre don Andrea Avellino venne nominato preposito di San Paolo Maggiore e ricoprì questo ruolo nei successivi dieci anni seguito da Johannes Camillo Falivene da Giffoni . Nel maggio del 1585, dopo i tumulti scoppiati a Napoli a seguito dell'uccisione del capo popolo Giovanni Battista Starace da parte della folla inferocita, il santo si operò come mediatore e mise a disposizione dei bisognosi le risorse del suo ordine. Oggi, le spoglie del santo sono presenti all'interno della basilica.
Nel corso del Seicento vi furono importanti lavori di decorazione e abbellimento. Nel 1642 Massimo Stanzione affrescò il soffitto della navata centrale. Nel 1671 Dionisio Lazzari, in occasione delle celebrazioni per la canonizzazione di Gaetano Thiene, realizzò una volta in muratura che collegava la facciata della chiesa e le colonne del vecchio tempio pagano. Fu probabilmente a causa dell'intervento operato da Lazzari che la struttura antica, notevolmente appesantita, non resistette al terremoto del 1688.
Nel Settecento i lavori di abbellimento proseguirono, soprattutto a opera di Domenico Antonio Vaccaro e Francesco Solimena, che riutilizzarono i marmi antichi crollati con il terremoto, rilavorandoli e mettendoli in opera all'interno, per rivestire il pavimento e le paraste della navata centrale. Ulteriori lavori vennero intrapresi da Giuseppe Astarita verso gli anni settanta del Settecento, in occasione della proclamazione a beato di Paolo Burali d'Arezzo.
Nel 1943 nel corso di un bombardamento aereo degli alleati, la chiesa venne gravemente danneggiata, in particolar modo il tetto e l'area del transetto, che crollarono quasi del tutto. Nel 1962 durante i lavori di ristrutturazione, furono rinvenuti resti del primitivo tempio e anche un cimitero, oggi visitabili tramite l'accesso da una porta posta sotto le scalinate principali della basilica che conducono alla chiesa del Santissimo Crocifisso detta la Sciabica.
Nel dicembre del 1951 papa Pio XII la elevò alla dignità di basilica minore.

## Descrizione

### Pianta
| 1. Chiesa del Santissimo Crocifisso detta la Sciabica 2. Santuario di San Gaetano Thiene 3. Resti del Tempio dei Dioscuri e ingresso alla basilica di San Paolo 4. Angelo Custode di Domenico Antonio Vaccaro 5. Cappella di San Carlo Borromeo 6. Cappella di San Giuseppe Maria Tomasi 7. Cappella dei Santi Pietro e Paolo 8. Cappella Frasconi (o dell'Angelo custode) 9. Cappella dell'Immacolata (o dei Santi Pietro e Paolo) 10. Cappella "anonima" 11. Cappella Firrao 12. Abside 13. Cappella di Sant'Andrea d'Avellino 14. Sacrestia di Solimena 15. Cappella "anonima" 16. Cappella del beato Paolo Burali d'Arezzo 17. Cappella della Purità 18. Cappella di San Gaetano Thiene 19. Cappella della Natività 20. Cappella del beato Giovanni Marinoni | Pianta |

### Esterno

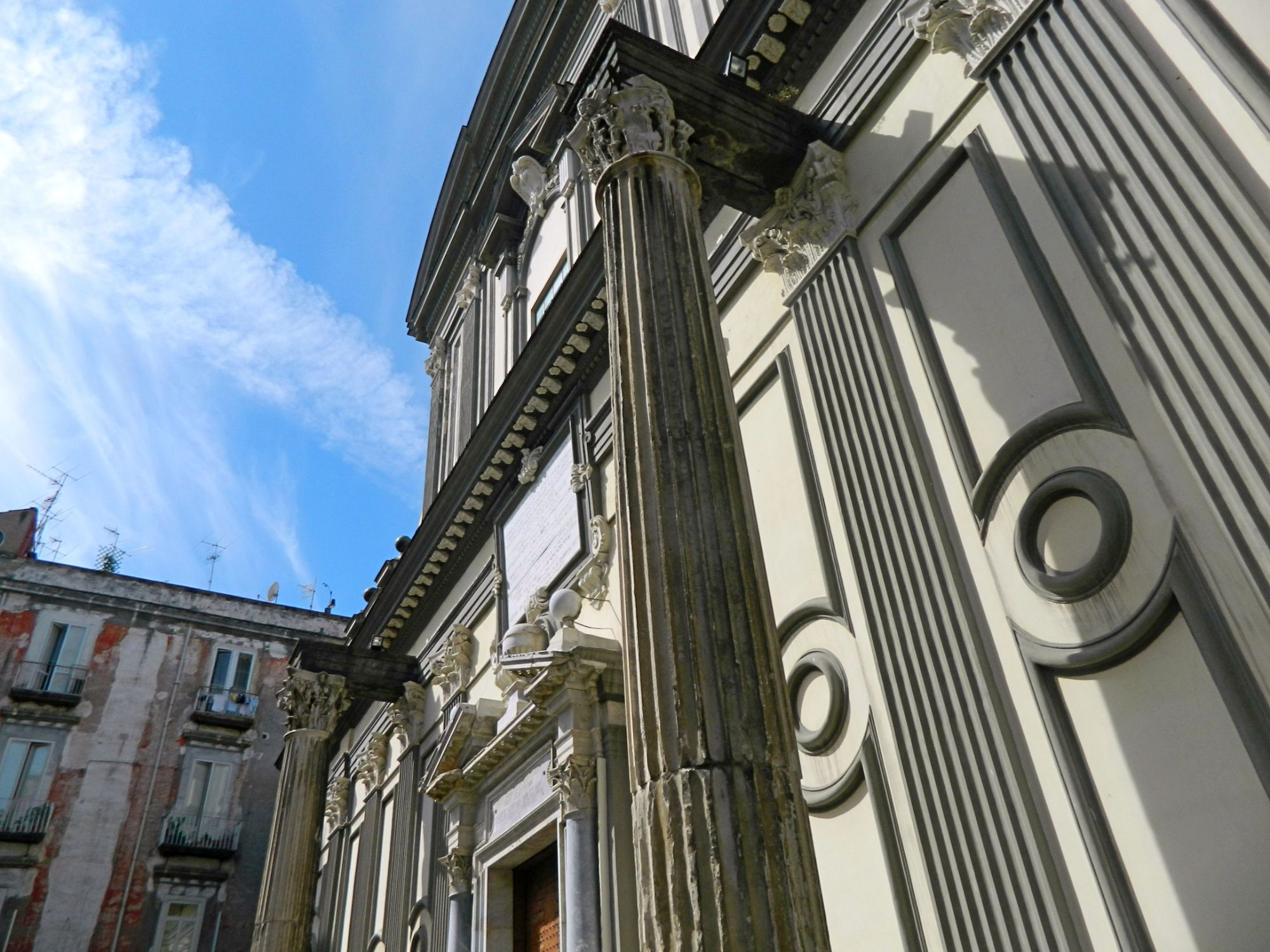
Particolare della facciata

La basilica presenta una facciata progettata da Arcangelo Guglielmelli che riuscì ad inglobare nel nuovo progetto le uniche due colonne corinzie, alte 11 m circa e risalenti all'antico tempio dei Dioscuri di Napoli, rimaste in piedi a seguito del terremoto del 1688. Le stesse vengono così lasciate ai lati dell'ingresso principale. Ancora più ai margini della facciata principale sono collocate entro due nicchie statue raffiguranti i santi Pietro (a sinistra) e Paolo (a destra), entrambe di Andrea Falcone del 1671.
La basilica incorpora inoltre altri due edifici religiosi di modeste dimensioni. Uno, il santuario di San Gaetano Thiene, costituisce il succorpo della basilica e vede l'ingresso posto sulla base destra della scalinata principale, accessibile direttamente da piazza San Gaetano. L'altro, la chiesa del Santissimo Crocifisso detta la Sciabica, vede l'ingresso posto direttamente sotto la base dell'antico tempio romano dei Dioscuri.
Sul lato destro del complesso un accesso laterale tramite scalinata collega ad una porta che conduce direttamente alla chiesa, subito dopo la seconda cappella della navata di destra.

### Interno

#### Navata centrale
La pianta è a croce latina, a tre navate: la navata centrale e il transetto hanno una copertura ribassata a padiglione, mentre le navate minori sono voltate con una successione di cupolette ellittiche.

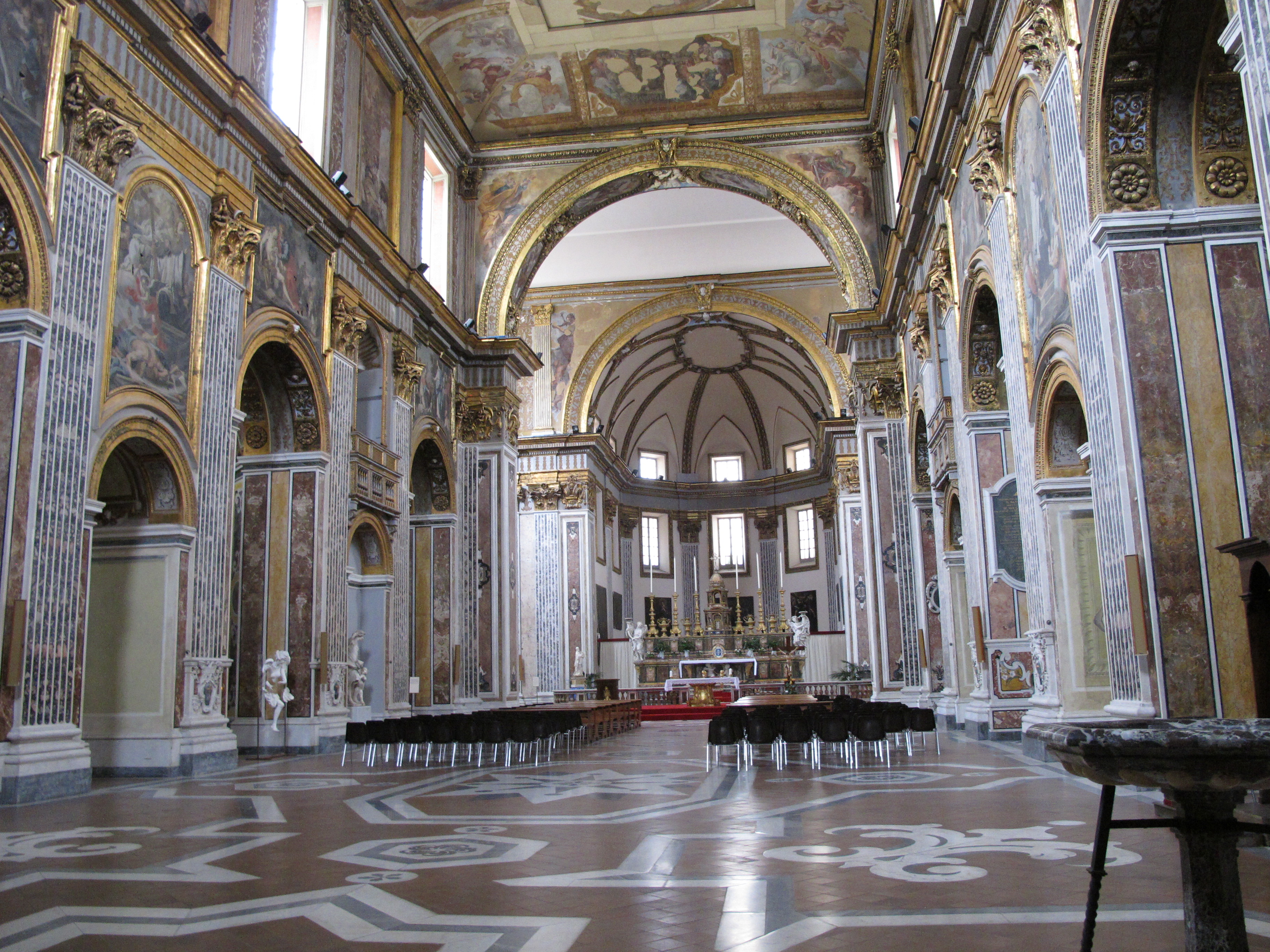
Navata centrale

Il soffitto della navata centrale, gravemente danneggiato dai bombardamenti della seconda guerra mondiale, conserva resti degli affreschi di Massimo Stanzione raffiguranti le Storie dei santi Pietro e Paolo e la Vittoria dei napoletani sui Saraceni, tutti eseguiti tra il 1643-44. Tra i finestroni, sotto la volta, le grandi tele a taglio verticale con le Storie di San Gaetano sono di Andrea De Lione (su bozzetti di Andrea Vaccaro) del 1660-1661, mentre ancora più sotto, tra le arcate della navata, sono sedici tele a taglio orizzontale, otto per lato, su Storie della vita di Gesù (Cena in Emmaus, Ritorno del figliol prodigo, Buon Samaritano, Gesù e l'adultera, Gesù tra i dottori, Riposo durante la fuga in Egitto, Presentazione al Tempio, Adorazione dei Magi, Circoncisione di Gesù, Adorazione dei pastori, Annuncio ai pastori, Annunciazione, Resurrezione di Lazzaro, Samaritana al pozzo, Tentazioni di Satana e il Battesimo di Gesù) e due più grandi (una per lato) sulla vita di san Gaetano, (San Gaetano vittorioso sull'Eresia e San Gaetano che esorta ad orare il Sacramento), tutte di Santolo Cirillo datate 1737 L'arco d'accesso alla zona presbiteriale è affrescato con le figure dei santi Pietro e Paolo da Andrea Vaccaro nel 1660, mentre il soffitto del transetto e dell'abside sono andati interamente perduti, esclusi alcuni stucchi dell'abside; secondo la storiografia ufficiale essi erano caratterizzati da affreschi sulla Vita e Passione di Cristo, sui Santi Apostoli, sui Santi protettori della città e sui Dottori della chiesa greca e della chiesa latina, ciclo interamente eseguito da Belisario Corenzio.
Sul lato sinistro della navata centrale è esposta la statua dell'Angelo custode di Domenico Antonio Vaccaro, scolpita nel 1724 per la cappella omonima, la terza della navata sinistra, ricostruita in quegli anni su progetto di Francesco Solimena, e sostituita nel XIX secolo con una statua di Cristo. Su progetto dello stesso Solimena, dopo la seconda cappella della navata di destra, una scala a doppia rampa conduce all'esterno della chiesa, sul fianco destro, ed altresì al succorpo dedicato a San Gaetano. Lungo le pareti degli archi minori della navata, che danno alle navate laterali, gli affreschi con Angeli e Paesaggi sono invece di Alessio D'Elia.
L'altare maggiore è stato realizzato nel 1775-76 dal marmoraro Antonio di Lucca, con sculture di Giacomo e Angelo Viva, su disegno di Ferdinando Fuga, mentre sulla controfacciata è collocato l'affresco di Santolo Cirillo della Dedicazione del tempio di Salomone, datato 1737, per il quale, assieme ai diciotto dipinti lungo gli archi della navata, ricevette un compenso pari a 1.500 ducati.
Le navate laterali sono costituite da quattro cappelle l'una, alle quali si alternano altre piccole cappelle contenenti cicli di affreschi, stucchi, sculture, storici presepi o lapidi marmorei. Nel transetto sono invece poste sei cappelle, tre per lato, di cui due lungo le pareti frontali e una posizionata lungo la parete presbiteriale al lato dell'abside. Da una porta presbiteriale del transetto destro, infine, è possibile raggiungere la sacrestia di Solimena.

#### Cappelle delle navate laterali

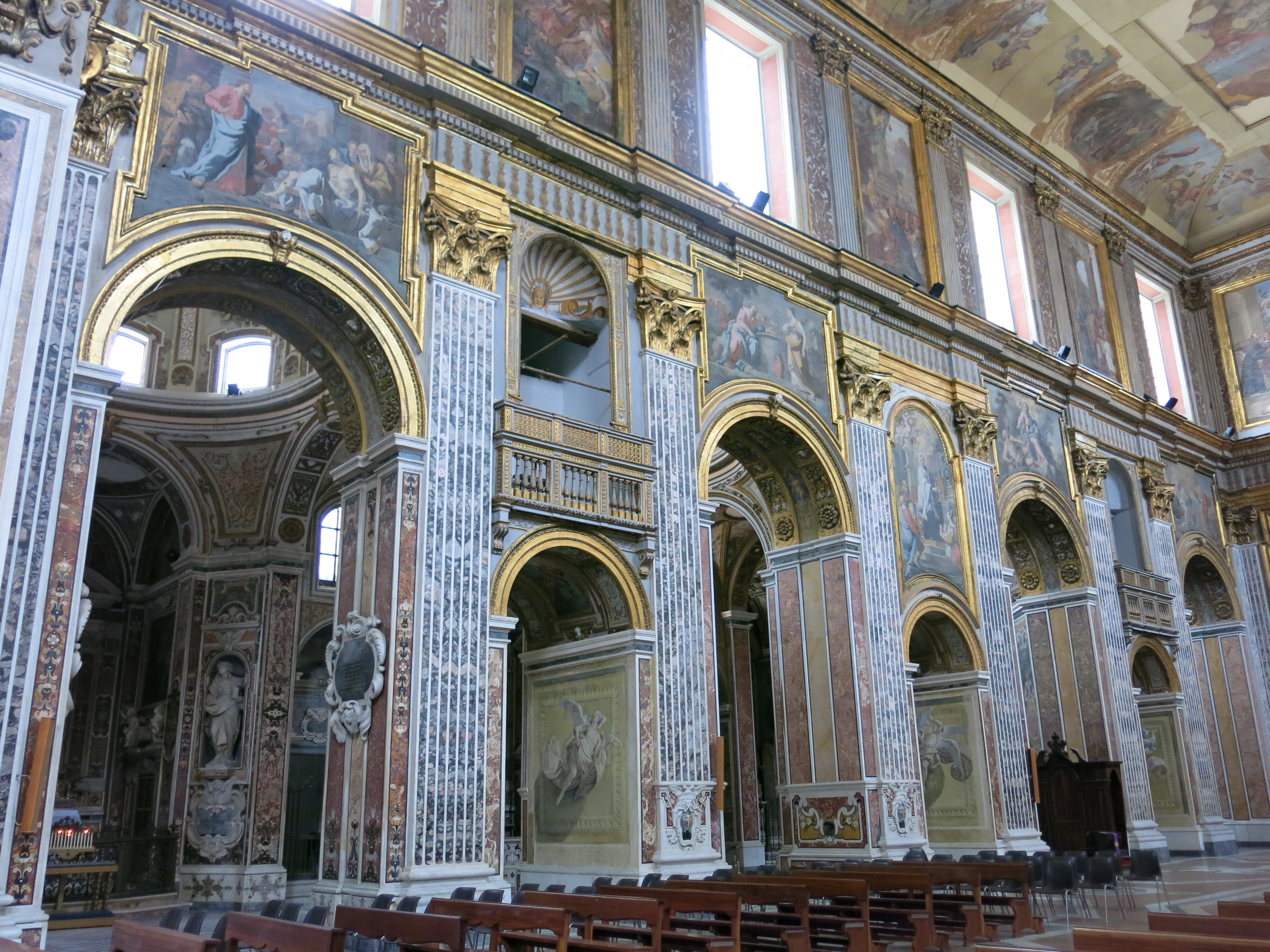
Scorcio verso la navata destra

La prima cappella della navata sinistra è la cappella di San Carlo Borromeo. Il cardinale è raffigurato anche nella pala d'altare San Carlo Borromeo e San Giovanni Nepomuceno di Giuseppe Bonito. La cappella come appare oggi deriva da lavori di ammodernamento eseguiti alla fine del XVIII secolo da Giuseppe Candido.
La seconda cappella è dedicata a San Giuseppe Maria Tomasi: il santo viene ritratto sulla parete frontale nel dipinto di Desiderio de Angelis insieme all'Immacolata Concezione; sulla parete laterale sinistra è il monumento funebre di Donato Tomasi mentre in quella di destra è quello dedicato a Felice Tomasi che fu questi anche il committente dei due bassorilievi marmorei presenti all'esterno della cappella raffiguranti Angela Vannucci ed Annamaria Manforte.
Segue la cappella dei Santi Pietro e Paolo, che conserva la cinquecentesca tavola di Francesco Cicino raffigurante la Madonna con i santi Pietro e Paolo; accanto alla cappella è invece il monumento funebre con il busto del matematico Nicola Fergola.
Conclude la navata la cappella Frasconi, o cappella dell'Angelo Custode. La cappella, voluta dalla famiglia Frasconi, assume anche il nome della scultura marmorea del Vaccaro già ospitata in questo ambiente, oggi esposta invece nella navata centrale della basilica, di fronte alla cappella stessa. Sulla parete di sinistra è un monumento funebre di Angelo Viva eseguito nel 1799 e dedicato al cardinale di Napoli Giuseppe Zurlo. Altre decorazioni sono infine opera di Giuseppe Candido del 1772.
La prima cappella della navata destra è quella del beato Giovanni Marinoni. Giovanni Marinoni fu il fondatore del monte di pietà; l'ambiente custodisce un dipinto di Paolo de Majo, Giovanni Marinoni rinuncia a diventare vescovo di Napoli, e due tele di Nicola Malinconico, San Benedetto e San Paolino.
Segue poi la cappella della Natività, caratterizzata dal cinquecentesco dipinto, posto sopra l'altare, raffigurante l'Adorazione dei Pastori di Giovan Angelo Crisculo; nelle pareti laterali sono collocati un affresco (a sinistra) ed il monumento funebre di Maria Beatrice Fierez Roediger (a destra).
La cappella di San Gaetano Thiene è intitolata al santo che fondò l'ordine dei teatini; i lavori interni ed esterni, quattro bassorilievi in stucco raffiguranti Scene della vita di san Gaetano, dei quali due posti sulle pareti laterali della cappella e due sulle colonne esterne, furono affidati a Angelo Viva su commissione di Giuseppe Gonzaga nel 1805. Sulla parete frontale invece è un dipinto raffigurante San Gaetano eseguito da ignoto autore della scuola di Andrea Vaccaro. I marmi risalgono al XVII secolo, mentre gli affreschi della volta sono databili alla seconda metà del Settecento e sono opera di Alessandro Fischetti.
L'ultima cappella della navata è la cappella della Purità. Questa fu edificata nel 1642 ma completata molto più tardi con lo scopo unico di ospitare la copia (l'originale è in convento) del dipinto della Madonna della purità di Luis de Morales, che il sacerdote Diego Di Bernardo y Mendoza donò all'ordine dei teatini nel 1641. Alle pareti laterali gli affreschi del Riposo nella fuga in Egitto e della Concezione della Vergine sono di Massimo Stanzione, mentre nelle lunette la Presentazione di Gesù al tempio e la Nascita di Maria sono di Pacecco De Rosa.

#### Cappelle del transetto

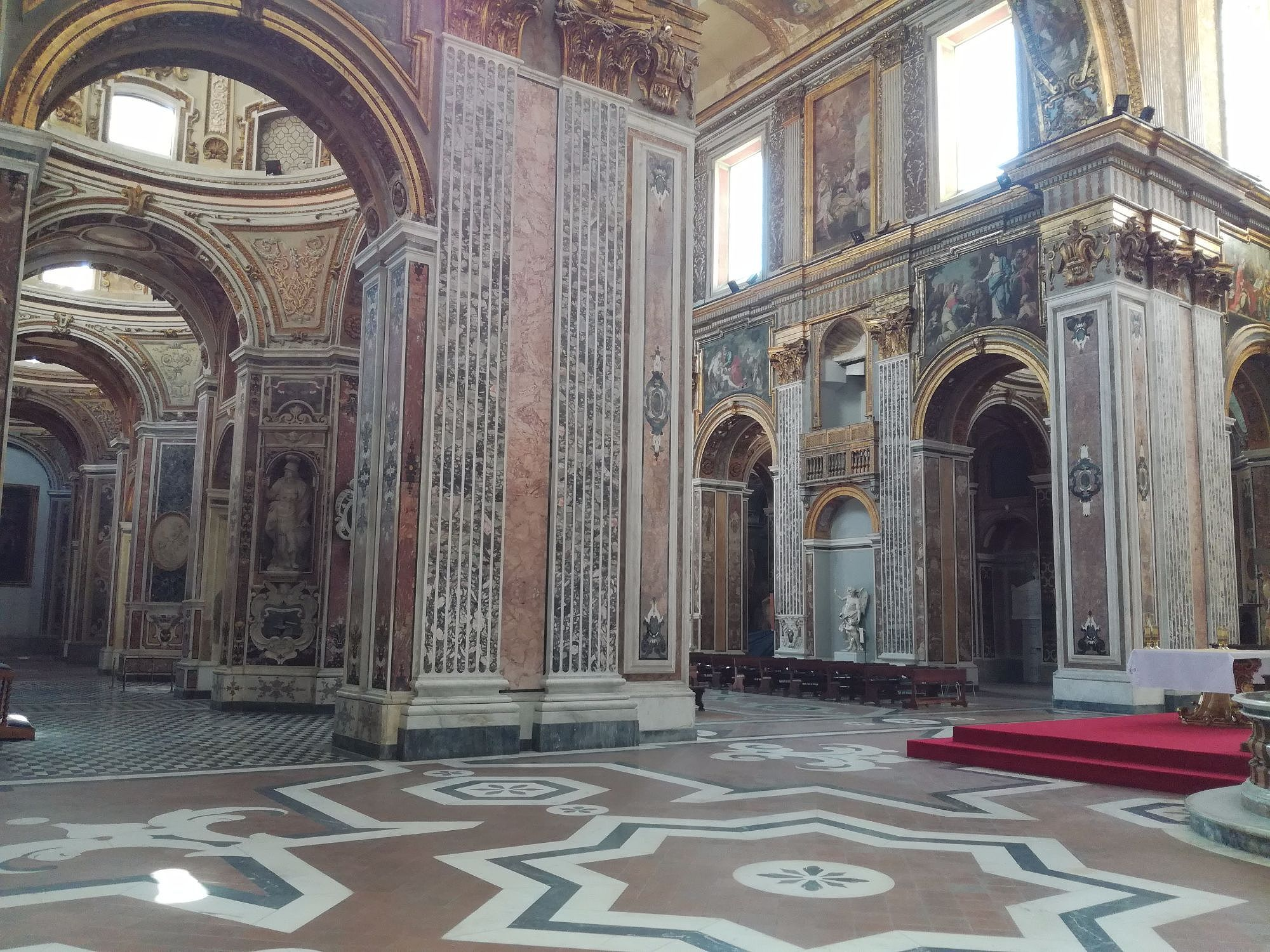
Vista della basilica dal transetto sinistro

La prima cappella del transetto sinistro è la cappella dei santi Pietro e Paolo, detta anche dell'Immacolata o dei reliquiari. L'ambiente fu costruito a seguito di un importante ampliamento della basilica effettuato alla fine del XVI secolo; lo stesso ospita due complessi reliquiari, mentre gli affreschi nella volta e nelle lunette sono opera di Nicola Maria Rossi e databili alla prima metà del Settecento.
La seconda cappella (anonima e senza patrocinio) della parete frontale del transetto fu ampiamente rimaneggiata a seguito di un bombardamento del periodo bellico; la cappella ospita alcune tele di Santolo Cirillo.
La cappella Firrao è collocata lungo la parete presbiteriale, a sinistra dell'abside, e risulta essere di particolare interesse per la bellezza dei rivestimenti parietali a marmi policromi realizzati da Dionisio Lazzari in società con Francesco Valentino e Simone Tacca a partire da 1640. Gli eleganti affreschi nella cupola sono di Aniello Falcone e risalgono al 1641. La cappella fu costruita per volontà della stessa nobile famiglia la quale, vivendo forti periodi di espansione economica, decise attraverso diverse costruzioni in città (oltre alla cappella infatti i nobili fecero erigere contestualmente anche il palazzo di famiglia) di mostrare la loro nuova posizione sociale. La cappella si presenta oggi nel suo aspetto originale.
La prima cappella frontale del transetto destro è la cappella del beato Paolo Burali d'Arezzo. Fu voluta nel 1773 per consacrare l'allora cardinale arcivescovo di Napoli; l'ambiente è sostanzialmente opera di diversi esponenti vicino al Vanvitelli. Il sepolcro di marmo che ospita il beato fu eseguito infatti da Antonio di Lucca, mentre le pitture interne appartengono a Jacopo Cestaro che eseguì il Beato Paolo Burali d'Arezzo in orazione davanti alla Vergine ed il ciclo d'affreschi posto sul soffitto. La parete di sinistra, invece, ospita affreschi di Paolo De Matteis.
La seconda cappella del transetto, anonima così come quella del transetto sinistro, fu fortemente rimaneggiata a seguito dei bombardamenti che subì durante il secondo conflitto mondiale; conserva al suo interno alcune tele di Santolo Cirillo e sulla sinistra, una porta dà accesso alla sacrestia. L'antisacrestia vede esposti dipinti e mobilia seicentesca, con una Madonna con i santi Caterina e Antonio di Giuseppe Tomajuolo. La porta ad angolo di sinistra della sala invece, conduce alla sacrestia di Solimena, posta in linea d'aria alle spalle della cappella di Sant'Andrea d'Avellino (a destra dell'abside). L'ambiente possiede arredi del Seicento e affreschi raffiguranti Angeli, Allegorie e Virtù sulle pareti laterali e nella volta, nonché la Caduta di San Paolo e la Caduta di Simon Mago nelle pareti frontali. L'intero ciclo di affreschi è datato e firmato da Francesco Solimena.
Lungo la parete presbiteriale, a destra dell'abside, è infine collocata la cappella di Sant'Andrea d'Avellino. Essa custodisce diverse donazioni fatte dai teatini durante gli anni e la cassa di ottone dorato dentro la quale è conservato il santo, che nel 1608 qui morì. Le decorazioni marmoree furono eseguite da Dionisio Lazzari e Nicola Tammaro alla fine del XVII secolo. Importanti lavori di ammodernamento furono poi eseguiti da Domenico Antonio Vaccaro che realizzò i gradini dell'altare e la custodia dell'ampolla che custodisce il sangue del santo. Due bassorilievi di Angelo Viva del 1805 raffiguranti Avvenimenti della vita del Santo caratterizzano le pareti laterali mentre la cupola presenta stucchi ed affreschi di Giuseppe Marullo raffiguranti i Miracoli di Sant'Andrea d'Avellino. Il dipinto posto sopra il sepolcro, infine, è opera di Paolo Finoglio e raffigura Sant'Andrea tra angeli.

## Chiostri
Adiacenti al convento sono i due monumentali chiostri di San Paolo Maggiore.
Il chiostro piccolo si trova sul fianco sinistro della basilica ed è caratterizzato da una serie di colonne antiche appartenenti all'originaria chiesa paleocristiana che insistenva nell'area, mentre il chiostro grande, in linea d'aria alle spalle dell'abside, costituisce l'archivio notarile di Napoli, conservando al suo interno protocolli notarili della città dal XVIII secolo ad oggi.